# Jerzy Żymirski
Jerzy Żymirski (ur. 12 marca 1930 we Lwowie, zm. 6 kwietnia 2002 w Czeladzi) – polski fotograf krajoznawca. Członek Katowickiego Towarzystwa Fotograficznego. Członek założyciel Grupy Dobrej Fotografii Manus. Członek Komisji Fotografii Krajoznawczej PTTK w Chorzowie.

## Życiorys
Jerzy Żymirski absolwent Uniwersytetu Łódzkiego (wcześniejszej Państwowej Wyższej Szkoły Pedagogicznej w Łodzi), istniejącej w latach 1947–1956 (rocznik 1954) – urodzony we Lwowie, dzieciństwo i lata okupacji spędził w Radomsku.
Powiązany ze śląskim środowiskiem fotograficznym – fotografował od 1948 roku. Wiele czasu poświęcał fotografii architektury, fotografii detalicznej, fotografii krajobrazowej oraz fotografii pejzażowej (góry, las, miasto). Od 1954 roku miejsce szczególne w jego twórczości zajmowało fotografowanie Czeladzi – miasteczka w którym zamieszkał. Do 1967 roku pracował jako nauczyciel matematyki między innymi w Liceum Ogólnokształcącym im. Stanisława Żeromskiego w Dąbrowie Górniczej, Liceum Ogólnokształcącym im. Mikołaja Kopernika, Liceum Ogólnokształcącym im. Cypriana Kamila Norwida w Będzinie oraz Liceum Ogólnokształcącym im. Marii Curie Skłodowskiej w Czeladzi. W latach 1967–1980 był pracownikiem Zakładu Elektronicznej Techniki Obliczeniowej. Od 1980 do 1984 pracował w Instytucie Gospodarki Materiałowej w Katowicach. Przez wiele lat mieszkał w Czeladzi. Współpracował z lokalnym wydawnictwem samorządowym Echo Czeladzi. Przez wiele lat należał do Stowarzyszenia Miłośników Czeladzi.
Jerzy Żymirski jest autorem oraz współautorem wielu wystaw fotograficznych – zbiorowych i indywidualnych. Jego fotografie były prezentowane m.in. w Brazylii, Czechach, Niemczech i w Polsce. Był jednym z członków założycieli Grupy Dobrej Fotografii Manus oraz wieloletnim członkiem Katowickiego Towarzystwa Fotograficznego. Aktywnie uczestniczył w pracach Klubu Fotograficznego PTTK w Bytomiu. Prowadził wiele spotkań, prezentacji poświęconych fotografii oraz popularyzacji piękna ziemi zagłębiowskiej, m.in. w kawiarence Polskiego Towarzystwa Turystyczno-Krajoznawczego, w Zamku w Będzinie oraz w Pałacu Mieroszewskich w Będzinie – Gzichowie.
W 1999 roku został laureatem Nagrody Miasta Czeladzi. Za osiągnięcia na niwie fotografii krajoznawczej został uhonorowany Nagrodą Honorową im. Fryderyka Kremsera.
Jerzy Żymirski zmarł 6 kwietnia 2002, pochowany na cmentarzu parafialnym w Czeladzi przy ul. Nowopogońskiej.

## Odznaczenia
- Złoty Krzyż Zasługi;
- Medal 150-lecia Fotografii (1989);
- Odznaka „Zasłużony Działacz Kultury” (2001);
- Złota Odznaka Zasłużonemu w Rozwoju Województwa Katowickiego;

Źródło.

## Wybrane wystawy indywidualne
- Stary cmentarz w Czeladzi;
- Wieś w sercu miasta;
- Skansen 95;
- Czeladź, której już nie ma[7];
- Chaty Beskidu;

Źródło.

## Cykle fotograficzne (przeźrocza)
- Czeladź, której już nie ma;
- Ziemia Zagłębiowska;
- Góra Zamkowa w Będzinie;

Źródło.